# Spoorlijn Køge - Ringsted
De spoorlijn Køge - Ringsted (Deens: Køge-Ringsted Banen) was een Deense spoorlijn tussen Køge en Ringsted.

## Geschiedenis
De spoorlijn werd geopend op 4 augustus 1917 door de Køge-Ringsted Banen (KRB). Tot de sluiting in 1963 heeft er personenvervoer plaatsgevonden, de laatste jaren met railbussen.
Thans is de lijn volledig opgebroken.

## Toekomst
Om de spoorlijn Kopenhagen - Korsør te ontlasten zijn er plannen voor een nieuwe verbinding tussen Kopenhagen en Ringsted via Køge. Hiermee komt er dan opnieuw een rechtstreekse verbinding tussen Køge en Ringsted.

## Aansluitingen

### Køge
- Spoorlijn Kopenhagen - Køge (Køge Bugt-banen)
- Spoorlijn Roskilde - Næstved (Lille Syd)
- Spoorlijn Køge - Fakse (Østbanen)

### Ringsted
- Spoorlijn Kopenhagen - Korsør (Vestbanen)
- Spoorlijn Ringsted - Rødby Færge (Sydbanen)
- Spoorlijn Frederikssund - Næstved (Midtbanen)